# Saint-Cyr-en-Pail
Saint-Cyr-en-Pail település Franciaországban, Mayenne megyében. Lakosainak száma 502 fő (2022. január 1.). Saint-Cyr-en-Pail Javron-les-Chapelles, Pré-en-Pail-Saint-Samson, Saint-Aignan-de-Couptrain és Villepail községekkel határos.

## Népesség
A település népessége az elmúlt években az alábbi módon változott:
| Lakosok száma | 486  | 435  | 463  | 436  | 483  | 486  | 490  | 494  | 497  | 502  |
|               | 1968 | 1982 | 1990 | 2006 | 2013 | 2015 | 2017 | 2019 | 2020 | 2022 |